# El Maracanazo
El Maracanazo – określenie wydarzeń podczas meczu eliminacji do Mistrzostw Świata w Piłce Nożnej 1990 pomiędzy Brazylią a Chile. W trakcie meczu chilijski bramkarz Roberto Rojas udał, że został trafiony racą przez brazylijskich kibiców, podczas gdy w rzeczywistości nie miało to miejsca, a Rojas pociął się żyletką schowaną w rękawicy. W następstwie Rojas został dożywotnio zdyskwalifikowany, a reprezentacja Chile ukarana walkowerem i wykluczona z eliminacji do Mistrzostw Świata 1994.

## Tło
W eliminacjach strefy CONMEBOL do Mistrzostw Świata 1990 uczestniczyło dziewięć reprezentacji podzielonych na trzy grupy. W grupie trzeciej uczestniczyły reprezentacje Brazylii, Chile i Wenezueli. Chile pokonało Wenezuelę 3:1 i 5:0, natomiast Brazylia wygrała z Wenezuelą 4:0 i 6:0. W rozegranym w Santiago spotkaniu Chile z Brazylii padł remis 1:1. O awansie do mistrzostw decydowało więc ostatnie spotkanie grupy, 3 września 1989 roku w Rio de Janeiro. Z uwagi na korzystniejszy bilans bramkowy Brazylii do awansu na mistrzostwa świata wystarczał remis. Chile, chcąc awansować, musiało wygrać.

## Mecz
Mecz odbywał się na stadionie Maracanã i był obserwowany przez 140 000 widzów. Od początku przeważała reprezentacja Brazylii. Chile koncentrowało się na defensywie, a wyróżniającym się piłkarzem tej reprezentacji był bramkarz, Roberto Rojas. W 59. minucie po błędzie Rojasa Careca zdobył gola na 1:0 dla Brazylii; asystował Bebeto.
W 67. minucie 24-letnia Rosenery Mello do Nascimento rzuciła z trybun racę. Rojas upadł na murawę, a jego głowa zaczęła krwawić, po czym podbiegli do niego piłkarze z Chile i nerwowo zaczęli wzywać personel medyczny. Po interwencji medyków chilijscy piłkarze zeszli z boiska, a Patricio Yáñez wykonał nieprzyzwoity gest w kierunku trybun. Sędzia przerwał mecz, a Brazylii groził walkower.

## Dochodzenie i następstwa
Po śledztwie CONMEBOL wyszło na jaw, że Rojas symulował, nie będąc w rzeczywistości trafionym racą. Jako dowód posłużyły zdjęcia Ricardo Alfieriego wykazujące, że raca upadła około metr od Rojasa. Alfieri przekazał fotografie Paulo Teixeirze, który z kolei udostępnił je Ricardo Teixeirze, prezydentowi CBF. Ponadto wykazano, że obrażenia nie pochodziły od poparzenia racą. Rojas podczas dochodzenia przyznał się, że ukrył w rękawicy żyletkę. Leżąc na ziemi, wyjął on żyletkę i pociął sobie nią głowę. Miało to na celu przyznanie Chile walkowera bądź też powtórzenie meczu. Bramkarz utrzymywał, że o żyletce wiedzieli selekcjoner Orlando Aravena i lekarz Daniel Rodríguez.
Za swoje zachowanie Rojas został dożywotnio zdyskwalifikowany przez FIFA; w 2001 roku dyskwalifikacja została cofnięta. Dyskwalifikacjami ukarani zostali również Aravena, Rodríguez, prezes ANFP Sergio Stoppel oraz piłkarz Fernando Astengo. Za opuszczenie boiska przed zakończeniem meczu reprezentacja Chile została ukarana walkowerem i wykluczona z eliminacji do Mistrzostw Świata 1994.

### Raport i składy
| 3 września 1989 16:00 | Brazylia · 59' Careca | 2:0 (w.o.)Raport | Chile | Maracanã, Rio de Janeiro Widzów: 141 072 Sędzia: Juan Carlos Loustau (Argentyna) |
|                       |                       |                  |       |                                                                                  |

| Brazylia | Chile |

|                    |    |                  |  |
|                    |    |                  |  |
| BR                 | 1  | Cláudio Taffarel |  |
| OB                 | 4  | Mauro Galvão 41' |  |
| OB                 | 2  | Jorginho         |  |
| OB                 | 3  | Aldair           |  |
| OB                 | 6  | Ricardo Gomes    |  |
| PO                 | 5  | Branco           |  |
| PO                 | 11 | Valdo            |  |
| PO                 | 8  | Dunga            |  |
| PO                 | 10 | Silas            |  |
| NA                 | 9  | Careca           |  |
| NA                 | 7  | Bebeto           |  |
| Rezerwowi:         |    |                  |  |
| BR                 |    | Acácio           |  |
| OB                 |    | Ricardo Rocha    |  |
| PO                 |    | Alemão           |  |
| PO                 |    | Mazinho          |  |
| NA                 |    | Renato Gaúcho    |  |
| Trener:            |    |                  |  |
| Sebastião Lazaroni |    |                  |  |

|                 |    |                      |     |
|                 |    |                      |     |
| BR              | 1  | Roberto Rojas        |     |
| OB              | 18 | Patricio Reyes       | 63' |
| OB              | 5  | Hugo González        |     |
| OB              | 11 | Fernando Astengo     |     |
| OB              | 4  | Héctor Puebla 6'     |     |
| PO              | 2  | Alejandro Hisis 65'  |     |
| PO              | 8  | Jaime Vera           |     |
| PO              | 6  | Jaime Pizarro        |     |
| PO              | 10 | Jorge Aravena        |     |
| NA              | 14 | Patricio Yáñez 42'   |     |
| NA              | 7  | Juan Carlos Letelier |     |
| Rezerwowi:      |    |                      |     |
| BR              |    | Marco Cornez         |     |
| OB              |    | Leonel Contreras     |     |
| PO              |    | Juan Covarrubias     |     |
| PO              |    | Juvenal Olmos        |     |
| NA              | 9  | Ivo Basay            | 63' |
| Trener:         |    |                      |     |
| Orlando Aravena |    |                      |     |

| Asystenci sędziego: Carlos Espósito (Argentyna) Francisco Lamolina (Argentyna) |

## Copa Teixeira
W 1990 roku reprezentacje Chile i Brazylii rozegrały towarzyski turniej o nazwie Copa Teixeira. Turniej był reakcją na wydarzenia podczas El Maracanazo. W ramach Copa Teixeira rozegrano dwa spotkania. 17 października w Santiago padł bezbramkowy remis. W rozegranym 8 listopada rewanżu w Belém również obie reprezentacje zremisowały 0:0. W efekcie trofeum zostało podzielone między oba zespoły.